# Масалитинів Дмитро Григорович
Масалитинів Дмитро Григорович (10 жовтня 1871, село Волинцеве, Путивльський повіт, Чернігівська губернія, Російська імперія — 1924, Щипйорно, Польща (?)) — полковник Армії УНР.

## Життєпис
Народився у селі Волинцеве Путивльського повіту Чернігівської губернії.
Закінчив військове училище. Брав участь у російсько-японській війні. Станом на 1 січня 1910 року — штабс-капітан Благовіщенського резервного батальйону. У складі 37-го Сибірського стрілецького полку брав участь у Першій світовій війні. Був двічі поранений та двічі контужений. Останнє звання у російській армії — полковник.
У 1917 році — командир Другого Стародубського полку імені гетьмана Івана Скоропадського у 1-й Українській (104-й пішій) дивізії 1-го Українського (34-го армійського) корпусу. З травня 1918 року — командир 6-го пішого Лубенського полку Армії Української Держави. З 10 вересня 1918 року — помічник командира 12-го пішого Могилівського полку Армії Української Держави. З 1 жовтня 1918 року — помічник командира 5-го пішого Кременецького полку. У червні—липні 1920 року перебував на посаді начальника постачання Армії УНР. У 1921 році — помічник голови та т. в. о. головного контролера Армії УНР. У 1921 році — в. о. командира 2-ї запасної бригади Армії УНР. З 6 січня 1922 року — начальник 1-ї запасної бригади.
Похований на українському військовому цвинтарі у Щипйорно, Польща.